# Bracero-Programm

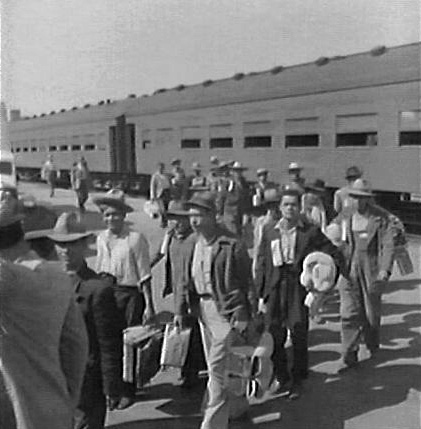
Ankunft von Arbeitern 1942

Das Bracero-Programm (vom spanischen Begriff „bracero“, was „Handarbeiter“ oder „jemand, der mit den Armen arbeitet“ bedeutet) war eine Reihe von Gesetzen und diplomatischen Vereinbarungen, die am 4. August 1942 mit der Unterzeichnung des mexikanischen Landarbeiterabkommens zwischen den Vereinigten Staaten und Mexiko eingeleitet wurden. Das Abkommen garantierte diesen Landarbeitern menschenwürdige Lebensbedingungen (sanitäre Einrichtungen, angemessene Unterkunft und Verpflegung) und einen Mindestlohn von 30 Cent pro Stunde sowie Schutz vor dem Wehrdienst und garantierte, dass ein Teil des Lohns auf ein privates Sparkonto in Mexiko eingezahlt werden sollte; außerdem erlaubte es den Zuzug von Vertragsarbeitern aus Guam als vorübergehende Maßnahme in der Anfangsphase des Zweiten Weltkriegs.
Das Abkommen wurde mit dem Migrant Labor Agreement von 1951 verlängert, das als Änderung des Agricultural Act von 1949 (Public Law 78) vom Kongress erlassen wurde und die offiziellen Bedingungen für das Bracero-Programm bis zu seiner Beendigung im Jahr 1964 festlegte.
In der Vereinbarung wurde auch festgelegt, dass die Braceros nicht diskriminiert werden durften, etwa durch den Ausschluss aus „weißen“ Gebieten. Mit diesem Programm sollte der kriegsbedingte Arbeitskräftemangel in der Landwirtschaft behoben werden. In Texas wurde das Programm Mitte der 1940er Jahre wegen der Diskriminierung und Misshandlung von Mexikanern, einschließlich verschiedener Lynchmorde entlang der Grenze, für mehrere Jahre von Seiten Mexikos ausgesetzt. Der texanische Gouverneur Coke Stevenson bat die mexikanische Regierung mehrmals vergeblich, die Aussetzung aufzuheben. Das Programm dauerte 22 Jahre und bot 5 Millionen Braceros in 24 US-Bundesstaaten Arbeitsverträge an – es war das größte Programm für ausländische Arbeitskräfte in der Geschichte der Vereinigten Staaten. Von 1948 bis 1964 ließen die USA im Durchschnitt 200.000 Braceros pro Jahr einreisen.